# Beli
Na mitologia nórdica, Beli era um gigante que foi morto por Freyr. As circunstâncias que cercam o evento não são dadas mas indica-se que Freyr tinha dado sua espada a seu servo Skirnir antes de o enviar à corte de Gerd, assim ficando sem nenhuma arma e, desta forma, usando o chifre de um cervo para matar o gigante. Quando Gylfi/Gangleri expressou sua surpresa de que Freyr teria entregado sua espada, Odin acalmou suas preocupações relatando que Freyr poderia ter matado Beli com suas mãos nuas apenas se assim o desejasse. No entanto, o poderoso monarca adicionou que lamentava certamente sua decisão pois se aproximava a época do Ragnarok, quando Freyr certamente seria derrotado pelos gigantes do fogo conduzidos por Surtur ("filhos de Muspel").
Supõe-se frequentemente, baseado em provas plausíveis, que Beli era o irmão de Gerd, pois em alguns poemas Gerd expressa seu medo que o homem desconhecido que veio lhe visitar Freyr é assassino do seu "irmão".